# کوچک جنگلی (فیلم‌نامه)
کوچک جنگلی فیلمنامه‌ای فیلم‌نشده درباره‌ی میرزا کوچک خان جنگلی از ناصر تقوایی است از سالِ  ۱۳۵۹ تا ۱۳۶۱ نوشتن آن زمان برد. ناصر تقوایی این فیلمنامه را برای یک مجموعهٔ تلویزیونی به همین نام نوشت، ولی بعد از سه سال کار نوشتن و پیش تولید سریال  ناصر تقوایی  توسط مدیران صدا و سیمای جمهوری اسلامی ممنوالکار شد و  از پروژه کنار گذاشته شد و فیلمنامه‌ی دیگری برای آن سریال نوشته و ساخته شد.
فیلمنامه‌ی  ناصر تقوایی حدودِ چهل سال بعد در زمستانِ ۱۴۰۱ منتشر شد.
بهروز افخمی کارگردان نسخه‌ی دوم  کوچک جنگلی با متنی متفاوت و سانسور شده از فیلمنامه‌ی ناصر تقوایی،  در هشتم آبان ۱۳۹۸ در برنامه‌ی زنده‌ی تله‌ویزیونی (سلام صبح بخیر) اقرار کرد که او و همکاران حزب اللهی برای برکناری و ممنوع‌الکار کردن ناصر تقوایی کودتا کرده اند.
نسخه‌ی ناصر تقوایی فیلمنامه‌ای برای یک سریال ۱۶ ساعته در ۱۶ قسمتِ تله‌ویزیونی است.  اما سریال تولید شده با متنی که بهروز افخمی و امراله احمدجو بازنویسی کرده اند فقط ۶ ساعت است.

## متن
متنِ فیلمنامه به صورتِ کتابی سه‌جلدی با مقدّمه‌ای از حمید دبّاشی در زمستانِ ۱۴۰۱ به وسیلهٔ انتشاراتِ مس منتشر شد. پیش‌تر، در بهارِ ۱۴۰۰، پاره‌ای از این فیلمنامه در شمارهٔ ۳ مجلّهٔ نوپا منتشر شده بود.